# Hypostrymon
Hypostrymon là một chi bướm ngày thuộc họ Lycaenidae.